# 汉斯·克纳佩茨布施
汉斯·克纳佩茨布施 （德語：Hans Knappertsbusch，1888年3月12日—1965年10月25日），暱稱「克納」（Kna），德国指挥家，瓦格纳作品的权威，被誉为「指挥界的凯撒」。此外他的施特劳斯、布鲁克纳也受到肯定。

## 生平
出生於埃爾伯費爾德（Elberfeld，今天的伍珀塔尔），在科隆的音乐学院学习，1912年在市立剧院任乐队长，这也是他音乐生涯的开始。1919年任德绍總樂長，是德國史上最年輕的城市總樂長。1922年接替布鲁诺·瓦尔特出任巴伐利亞國立歌劇院指导，在慕尼黑的11年期間，克纳佩茨布施的演出受到好評，他也邀請理查德·施特劳斯、汤玛斯·比彻姆等人前來客席指揮。作風保守的他，在慕尼黑卻指揮了多部當代歌劇的首演，他本人的華格納詮釋（《帕西法尔》、《崔斯坦》）更是備受讚譽。
1936年，出於對當局的不敬，以及希特勒本人的不喜，納粹廢止了克纳佩茨布施的劇院終身合同。在接下來的9年間，他的指挥活動侷限在奧地利境內，與维也纳爱乐乐团合作，並在萨尔茨堡音乐节出演。當局亦准許他前往布達佩斯、倫敦等地演出。1944年6月30日，克纳佩茨布施指揮了維也納國立歌劇院的最後一場演出，劇院在數個小時後毀於轟炸。
在戰後轉型正義的過程中，幾乎所有與納粹當局共事的音樂家都必須停職接受調查，克纳佩茨布施亦不例外，期間乔治·索尔蒂接替了他的職位。之后他居住在慕尼黑，四處客席指揮，在拜鲁伊特音乐节亦經常有他的身影。1954年他重返巴伐利亞國立歌劇院，翌年亦在重新落成的維也納國立歌劇院登台。
1964年一次失足造成頗為嚴重的傷勢，克纳佩茨布施始終沒有完全復原，並於隔年10月26日在慕尼黑去世。他的遺體在慕尼黑的博根豪森公墓入土。

## 作品

### 錄音節選
克纳佩茨布施的录音很少，代表性的有布鲁克纳的第五交响曲、瓦格纳的《歌手》等作品。五〇年代在拜罗伊特的演出現場錄音，是他最為人所知的演出紀錄。1964年是克氏在拜羅伊特的最後一舞，指揮《帕西法尔》的演出，該場亦有錄音紀錄。

## 外部連結
- 汉斯·克纳佩茨布施在Allmusic上的頁面
- 汉斯·克纳佩茨布施的Discogs页面（英文）